# Harmonicon
Harmonicon F. O. P.-Cambridge, 1896 è un genere di ragni appartenente alla famiglia Dipluridae.

## Caratteristiche
È uno dei generi della sottofamiglia Diplurinae che possiede un organo liriforme prolateralmente sulle gnathocoxae. Differisce dal genere Diplura per la forma di quest'organo: claviforme in Diplura, a forma di gancio o di uncino in Harmonicon.

## Distribuzione
Le 3 specie note di questo genere sono diffuse in America meridionale, precisamente in Brasile e in Guyana francese.

## Tassonomia
Rimosso dalla sinonimia con Diplura C. L. Koch, 1850, a seguito di un lavoro di Maréchal & Marty del 1998 e contra un precedente studio dell'aracnologo Raven del 1985.
Questo genere inoltre sembra essere stato "costruito" appositamente intorno alla sola specie tipo H. rufescens, escludendovi gli esemplari di H. nigridorsi Mello-Leitão, 1924 e H. riveti Simon, 1903, rispettivamente posti nei generi Pseudohermachura Mello-Leitão, 1927 e Prosharmonicon Mello-Leitão, 1938, che poi sono stati confermati quali sinonimi posteriori dello stesso genere Diplura dal recente lavoro di Drolshagen & Bäckstam del 2011.
Alla luce di queste ultime considerazioni, Harmonicon sembrerebbe un emendamento senza validità; si attendono ulteriori e più approfonditi studi.
Attualmente, a giugno 2012, si compone di tre specie:
- Harmonicon audeae Maréchal & Marty, 1998 — Guiana francese
- Harmonicon oiapoqueae Drolshagen & Bäckstam, 2011 — Guiana francese
- Harmonicon rufescens F. O. P.-Cambridge, 1896[3]  — Brasile